# Jazze Pha
Jazze Pha, pseudonimo di Phalon Anton Alexander (Memphis, 15 aprile 1974), è un cantante e produttore discografico statunitense.

## Biografia
È celebre principalmente per la frase Ladies and Gentleman! con la quale introduce e spesso chiude, la maggior parte dei brani musicali a cui partecipa.
Una delle prime apparizioni di Jazze Pha fu nell'album del 1995 di Erick Sermon Double or Nothing dove duetta con Sermon in Man Above. Il primo successo di Jazze Pha è stato Sho Nuff, inno della squadra di Tela
Il suo debutto come produttore invece risale al 1997, quando lavora all'album Let A Playa Get His Freak On del supergruppo LSG, composto da Gerald Levert, Keith Sweat e Johnny Gill.
Fra gli altri artisti che hanno collaborato con Jazze Pha si possono citare Nelly, Ludacris, T.I., U.G.K., Lil Wayne, Nate Dogg, Trick Daddy, Petey Pablo, Big Boi, Girlicious e Eightball & MJG. Ma è soprattutto Ciara che è stata lanciata da Jazze Pha, che produsse i singoli 1, 2 Step e Get Up.
Ha partecipato alla colonna sonora di numerosi film fra cui Step Up, Fidanzata in prestito, Dirty Dancing 2: Havana Nights, Osmosis Jones, Colpo grosso al drago rosso - Rush Hour 2, Fast and Furious, Romeo deve morire e L'altra sporca ultima meta.

## Discografia
- Ladies And Gentlemen